# Jesse Carleton
Jesse Lee Carleton (20 de agosto de 1862 — 6 de dezembro de 1921) foi um golfista norte-americano que representou os Estados Unidos no golfe nos Jogos Olímpicos de Verão de 1904 conquistando a medalha de bronze na prova por equipes. Na competição individual, ele terminou em décimo sexto na qualificação e foi eliminado na primeira rodada do jogo por buraco.
Era tio de Murray Carleton, também golfista olímpico.